# Chomelia anisomeris
Chomelia anisomeris är en måreväxtart som beskrevs av Johannes Müller Argoviensis. Chomelia anisomeris ingår i släktet Chomelia och familjen måreväxter. Inga underarter finns listade i Catalogue of Life.